# Codificação
Em processamento digital de sinais, Codificação é a modificação de chave de um sinal para torná-lo mais apropriado para uma aplicação específica, como por exemplo transmissão ou armazenamento de dados.
Neste contexto, existem três tipos de codificação:
- Codificação de canal: Códigos detectores ou corretores de erros.
- Codificação de fonte: Criptografia e compressão de dados.
- Códigos de linha: Especificam a forma do sinal elétrico que será usado para representar os símbolos de informação. No caso binário, especifica o sinal elétrico dos bits {\displaystyle 0} e {\displaystyle 1}.

## Técnicas de codificação
No que diz respeito às principais técnicas de codificação, podemos dividí-las em 3:
- Non Return to Zero (NRZ): Existem dois níveis de tensão ou corrente, para representar os dois símbolos digitais ({\displaystyle 0} e {\displaystyle 1}). É a forma mais simples de codificação e consiste em associar um nível de tensão a cada bit: um bit {\displaystyle 1} será codificado sob a forma de uma tensão elevada e um bit {\displaystyle 0} sob a forma de uma tensão baixa ou nula.

- Return to Zero (RZ): Na codificação RZ o nível de tensão ou corrente retorna sempre ao nível zero após uma transição provocada pelos dados a transmitir (a meio da transmissão do bit). Geralmente um bit 1 é representado por um nível elevado, mas a meio da transmissão do bit o nível retorna a zero.

- Diferenciais: Neste tipo de codificação, os {\displaystyle 0} e {\displaystyle 1} são representados através de uma alteração do estado da tensão ou corrente. Assim, o valor {\displaystyle 1} é representado pela passagem de uma tensão ou corrente baixa/nula para uma tensão ou corrente elevada. O valor {\displaystyle 0} é o contrário, ou seja, passa-se de uma tensão ou corrente elevada para outra baixa/nula.

## Codificação perceptual

### Sensibilidade do ouvido
Sinal {\displaystyle A} seria ouvido, sinal {\displaystyle B} não seria
- Área de sensibilidade do ouvido humano

Amplitude relativa de sinal para o mínimo (dB) X Frequency (kHz)
{\displaystyle [0...100]\times ~[0.01...20]}
{\displaystyle B=0.05}
{\displaystyle A=0.2}

### Mascaramento de frequências
Para uma sinal de áudio que consiste de sinais com múltiplas frequências, a sensibilidade do ouvido humano varia com a amplitude relatividade dos sinais
Exemplo:
Sinal {\displaystyle B} tem amplitude maior que {\displaystyle A}, o que causa uma distorção na curva de sensibilidade
Sinal {\displaystyle A} seria ouvido sozinho, mas próximo do sinal {\displaystyle B}, não é ouvido
- Área de sensibilidade do ouvido humano

Amplitude relativa de sinal para o mínimo (dB) X Frequency (kHz)
{\displaystyle [0...100]\times [0.01...20]}
{\displaystyle B=0.2}
{\displaystyle A=0.5}
A largura da curva

### Mascaramento Temporal
Quando o ouvido escuta um som alto, ele leva um tempo curto (dezena de ms) para conseguir escutar um som mais baixo
- Mascaramento Temporal
- Amplitude relativa de sinal para o mínimo (dB) X Frequency (kHz)

{\displaystyle [0...100]\times [0.01...20]}
{\displaystyle B=0.2}
{\displaystyle A=0.5}

### Mascaramento
- Mascaramento de Frequências X Mascaramento Temporal.

## Tipos de Codificação
- Codificação de sabrina
- Codificação Espírita
- Codificação jurídica
- Codificação binária decimal
- Codificação de Huffman
- Codificação de Shannon-Fano
- Codificação estatística
- Codificação run-length
- Codificação de condutas
- Codificação cowboy
- Codificação por cento
- Codificação de Golomb
- Codificação aritmética
- Codificação para transmissão serial
- Codificação de Gödel
- Codificação por convenção
- Codificação de Church